# Lyngsø
Lyngsø är en sjö utanför Silkeborg i Danmark. Den ligger i Region Mittjylland, 190 km väster om Köpenhamn. Lyngsø ligger 21 meter över havet och är en av de så kallade Silkeborgsøerne.